# 佐藤にじ
佐藤 にじ（さとう にじ、2007年2月9日 - ）は、日本の女子バレーボール選手である。

## 来歴
福島県出身。小学校時代に郡山女子大学附属高等学校バレーボール部出身の母親の影響を受けてバレーボールを始める。
中学時代は「TEAMi」に所属。
母と同じく郡山女子大学附属高等学校に進学。佐藤浩明の指導を受け、3大会連続で全日本高等学校選手権大会（春高バレー）に出場。2024年に行われた第76回大会ではチームの5大会ぶりとなる初戦突破に貢献している。
2024年6月、アジアU18選手権出場メンバーに選出された。
2024年12月、Astemoリヴァーレ茨城への入団内定が発表された。
2025年3月15日のアランマーレ山形戦で内定選手として2024-25シーズン初出場し、SVリーグデビュー。マッチポイントの場面で出場し、チームの勝利を決定する得点を記録した。

## 球歴
- U18日本代表
  - アジアU18選手権 - 2024年（準優勝）

## 所属チーム
- 郡山市立高瀬中学校（2019-2022年）
- 郡山女子大学附属高等学校（2022-2025年）
- Astemoリヴァーレ茨城（2025年-）